# Оногур
Оногу́р (болг. Оногур) — село в Добрицькій області Болгарії. Входить до складу общини Тервел.

## Населення
За даними перепису населення 2011 року у селі проживали 40 осіб.
Національний склад населення села:
| Національність   | Кількість осіб | Відсоток |
| ---------------- | -------------- | -------- |
| цигани           | 37             | 92,5%    |
| болгари          | 0              | 0%       |
| турки            | 0              | 0%       |
| інша             | 3              | 7,5%     |
| не визначились   | 0              | 0%       |
| Всього відповіли | 40             |          |

Розподіл населення за віком у 2011 році:
Динаміка населення: